# Żygulowsk
Żygulowsk (ros. Жигулёвск) – miasto w Rosji w obwodzie samarskim nad Wołgą.
Miasto powstało w 1952 roku. Jego powstanie związane było z budową Wołżańskiej Elektrowni Wodnej o mocy 2300 MW.
W mieście znajduje się siedziba zarządu Parku Narodowego „Samarskaja Łuka” i Rezerwatu Żygulińskiego.
W mieście rozwinął się przemysł materiałów budowlanych, maszynowy oraz drzewny.